# Tyllingen, Småland
Tyllingen är en sjö i Västerviks kommun i Småland och ingår i Storåns huvudavrinningsområde. Sjön har en area på 0,158 kvadratkilometer och ligger 77,3 meter över havet.

## Delavrinningsområde
Tyllingen ingår i det delavrinningsområde (643855-153177) som SMHI kallar för Inloppet i Storsjön. Medelhöjden är 58 meter över havet och ytan är 12,77 kvadratkilometer. Räknas de 46 avrinningsområdena uppströms in blir den ackumulerade arean 412,08 kvadratkilometer. Avrinningsområdets utflöde Storån (Fallån) mynnar i havet. Avrinningsområdet består mestadels av skog (53 %), öppen mark (14 %) och jordbruk (27 %). Avrinningsområdet har 0,55 kvadratkilometer vattenytor vilket ger det en sjöprocent på 4,3 %.